# Ralph Garman
Ralph Garman, född 17 november 1964, är en amerikansk skådespelare.

## Filmografi

### Film
| Film | Film                                                 | Film            | Film   |
| År   | Film                                                 | Roll            | Not.   |
| ---- | ---------------------------------------------------- | --------------- | ------ |
| 1988 | What Price Victory                                   |                 |        |
| 1997 | Chimp Lips Theater                                   |                 | (röst) |
| 1998 | Gotcha                                               |                 | (röst) |
| 2000 | Digimon: The Movie                                   | Newsman         | (röst) |
| 2005 | Family Guy Presents Stewie Griffin: The Untold Story |                 | (röst) |
| 2005 | Two for the Money                                    | Reggie          |        |
| 2006 | The Other Mall                                       | Bil Travis      |        |
| 2006 | Deceit                                               | Police Sargeant |        |
| 2008 | Eagle Eye                                            | Newscaster      |        |
| 2009 | This Monday                                          | Steve           |        |
| 2011 | Red State                                            | Caleb           |        |
| 2014 | A Million Ways to Die in the West                    |                 |        |

### TV
| TV        | TV                                              | TV                                                         | TV                                                                |
| År        | Titel                                           | Roll                                                       | Not.                                                              |
| --------- | ----------------------------------------------- | ---------------------------------------------------------- | ----------------------------------------------------------------- |
| 1987      | ABC Afterschool Specials                        | Kronke                                                     | Avsnitt: Class Act: A Teacher's Story                             |
| 1998      | Sexcetera                                       |                                                            |                                                                   |
| 1999      | Comedy Central's Canned Ham: The Dr. Evil Story | Berättare                                                  |                                                                   |
| 2000      | Förhäxad                                        | D.J.                                                       | Avsnitt: The Devil's Music och She's a Man, Baby, a Man!          |
| 2000-2002 | E! True Hollywood Story                         | Sig själv                                                  | Avsnitt: Rick & Darva: The Million Dollar Mistake och Ginger Lynn |
| 2001-2005 | NYPD Blue                                       | Officer Exposition                                         | 9 avsnitt                                                         |
| 2001-2010 | Family Guy                                      | Diverse roller                                             | 56 avsnitt                                                        |
| 2002      | Strong Medicine                                 | Dratch                                                     | Avsnitt: Precautions                                              |
| 2003-2004 | The Joe Schmo Show                              | Sig själv/The Smarmy Host/Derek Newcastle the Pompous Host | 18 avsnitt                                                        |
| 2005      | American Dad!                                   | Hazmat Guy                                                 | Avsnitt: Threat Levels                                            |
| 2006      | Celebrity Deathmatch                            | Adam West                                                  | Avsnitt: When Animals Attack                                      |
| 2006      | Living in TV Land                               | Sig själv                                                  | Avsnitt: Adam West                                                |
| 2006      | Kathy Griffin: My Life on the D-List            | Sig själv                                                  | Avsnitt: Puppy Chaos                                              |
| 2006      | 20 to 1                                         | Sig själv                                                  | Avsnitt: Hoaxes, Cheats and Liars                                 |
| 2008-2009 | 10 Items or Less                                | Charles Kliphouse                                          | Avsnitt: The Ren Fair, Turkey Bowling och The Whistler            |
| 2008-2009 | Seth MacFarlane's Cavalcade of Cartoon Comedy   | Diverse roller                                             |                                                                   |
| 2009      | Born Hye: The Armenian Comedian Story           | Sig själv                                                  |                                                                   |
| 2009      | Titan Maximum                                   | Bud Freewell                                               | Avsnitt: One Billion Dead Grandparents                            |
| 2010      | Sharktopus                                      | Captain Jack                                               |                                                                   |